# Neckarkanal Kochendorf
Der Neckarkanal Kochendorf ist ein Seitenkanal des Neckars im Südteil der Stadt Bad Friedrichshall, dessen Wasserspiegel durch die Wehranlage Neckarsulm geregelt wird. Er erstreckt sich in Fließrichtung gesehen von der Autobahnbrücke der A6 in Höhe des Heilbronner Hafens bis zur Mündung des Kochers unweit der Schleuse Kochendorf. In den 1960er Jahren veränderte man bereits aufgrund des gestiegenen Schiffsverkehrs das ursprüngliche Trapezprofil des Seitenkanals auf der in Fließrichtung des Neckars gesehenen rechten Seite durch die Einbringung einer Spundwand in ein Rechteckprofil. Gleichzeitig erfolgte die Tieferlegung der Kanalsohle auf 3 m Tiefe. Das linke Ufer blieb bis heute unverändert.
Durch begrenzte Fahrwasserbreiten, Kurvenradien und geringe Wassertiefen ist die Befahrung des Neckarkanals Kochendorf nach wie vor in Teilabschnitten nur unter Einschränkungen möglich.
Am linken Ufer trennt ein dicht mit Gräsern, Gehölzen und Bäumen bewachsener Damm den Seitenkanal vom Altneckar.

## Baumaßnahmen
Mit zunehmender Größe der Schiffe und der folgenden Ertüchtigung des Neckars für 135-m-Schiffe bis zum Hafen Heilbronn können die erforderlichen Sicherheitsabstände zwischen sich begegnenden Schiffen sowie zwischen Schiff und Ufer kurzfristig nicht mehr eingehalten werden. Schon jetzt ist das Ufer stärkeren Beanspruchungen ausgesetzt und wird dadurch beschädigt. Die entstehenden Unterspülungen beeinträchtigen die Standsicherheit der Böschung und des Seitendammes. Daher sind Maßnahmen zur Sicherung des linksseitigen Ufers des Seitenkanals dringend erforderlich.

## Kanalquerschnitt
Die Baumaßnahme umfasst daher die Einbringung einer Uferspundwand gegen die Fließrichtung des Neckars gesehen beginnend von der Flügelwand des Kraftwerkes Kochendorf auf einer Länge von 2,90 km. Dadurch wird das bestehende Trapezprofil des Seitenkanals in ein Rechteckprofil umgewandelt. Durch die Einbringung der Spundwand erhöht sich ebenso die Wasserspiegelbreite (von Ufer zu Ufer) auf bis zu 42 m und die kanalseitige Dammböschung wird gesichert. Des Weiteren gehört die Einbringung einer Spundwand in der Dammmitte mit einer damit verbundenen zusätzlichen Erhöhung der Standsicherheit des Dammes und der Böschung bei Hochwasserständen zum Bauvorhaben. Als zusätzliche Standsicherungsmaßnahme der Dammböschung erfolgt auf der Neckarseite eine Böschungsvernagelung mit Erdankern und einer Oberflächenbefestigung in Fließrichtung des Neckars gesehen beginnend von der Schwergewichtswand vor dem Wehr Neckarsulm auf einer Länge von 800 m.

## Tieferlegung der Kanalsohle
Da es in der Vergangenheit im Begegnungsfall von Schiffen wiederholt zu Grundberührungen kam, hat das WSA Heidelberg ein Begegnungsverbot ausgesprochen. Das Begegnungsverbot führt zu Zeitverlusten und stellt für die Schifffahrt eine nicht hinnehmbare Beeinträchtigung dar. Aus diesem Grunde wird die Gefahrenquelle durch Tieferlegung der Kanalsohle auf mind. 3,50 m Tiefe entschärft. Zur Herstellung der erforderlichen Wassertiefe vor der Uferwand werden Teile der bestehenden Böschungsdichtung aus Beton bzw. Natursteinpflastern entfernt. Eine neue 30 cm starke Betondichtung wird auf der Sohle aufgebracht und an die neue Uferwand sowie an den verbleibenden Rest der bestehenden Sohldichtung angeschlossen.
Zusätzlich werden an der Uferspundwand im Abstand von 50 m Ausstiegsleitern befestigt.
Die Verbreiterung und Vertiefung der Fahrrinne entsprechend den Richtlinien für Regelquerschnitte von Schifffahrtskanälen erhöht die Sicherheit und Leichtigkeit der Schifffahrt und dient der Unterhaltung der Schifffahrtsstraße.

## Voraussichtliche Bauzeit
Voraussichtlich von 2014 bis 2016 wird dieses Bauvorhaben umgesetzt.

## Übersicht
Für weitere Bauwerke siehe Liste der Neckarstaustufen.